# Yokoyama Taikan
Dans ce nom japonais, le nom de famille précède le nom personnel.
Yokoyama Taikan ou Yokayama (横山 大観), de son vrai nom Hidemaro, est un peintre japonais des XIXe – XXe siècles, né en 1868 à Mito (préfecture d'Ibaraki), mort en 1958. Il appartient au mouvement Nihonga.

## Biographie et œuvre

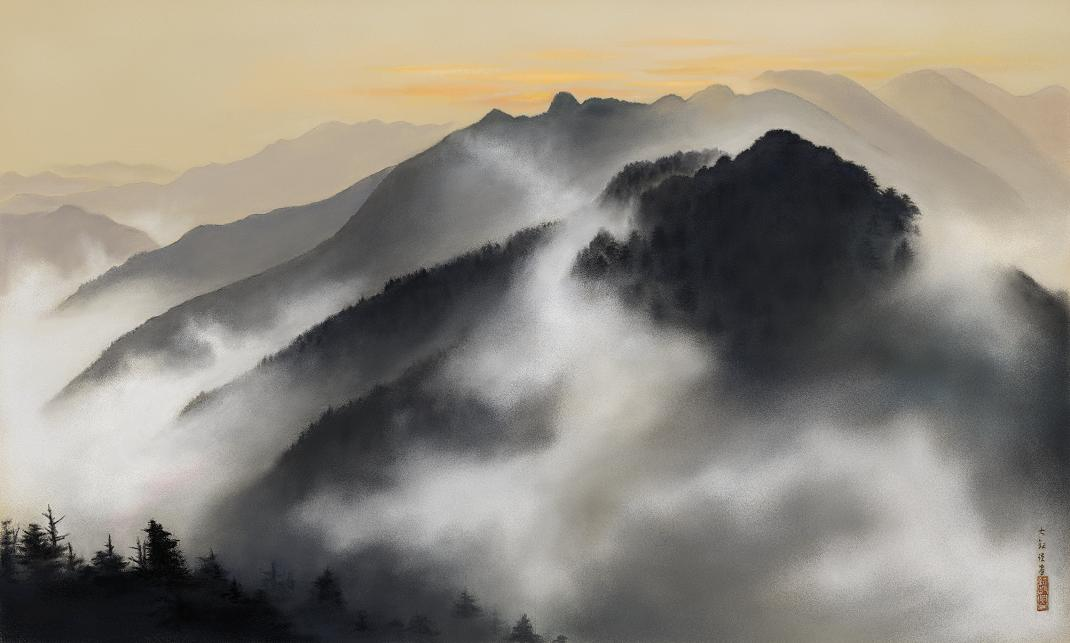
Aube printanière sur les sommets sacrés de Chichibu. 1928. Encre et couleurs sur soie.

Yokoyama a beaucoup apporté, par ses recherches, sur les moyens de moderniser la peinture de style traditionnel. Taikan fut l'un des premiers à Tokyo à proposer d'importantes innovations dans la peinture de style japonais, fondées sur un emprunt sélectif à la peinture occidentale, l'école nihonga.
Après des études à l'université des arts de Tokyo, il participe à la fondation de l'Académie des Beaux-Arts avec le critique Okakura Kakuzō (Okakura Tenshin). Il y enseigne avec son condisciple et ami Hishida Shunsō. En 1898, il quitte l'Académie en même temps que Okakura. Il participe à la création d'une nouvelle association, Nihon-Bijutsu-In, dont il prend la direction en 1914 après la mort de Okura.
Le style morotai de Taikan, l’un des premiers styles réellement novateurs de la peinture japonaise tend à dépasser le simple éclectisme. Pour ce style, créé par Taikan et son collègue Hishida Shunso dans les années 1900, ils se sont inspirés de la peinture occidentale en introduisant un plus grand réalisme et des effets l'atmosphériques dans la peinture traditionnelle. Ils y sont parvenus en éliminant le dessin au trait, considéré à l'époque comme le cœur de la peinture japonaise, et en trouvant de nouveaux moyens d'appliquer les couleurs.
Nihonga a utilisé le style traditionnel de la peinture japonaise ou du yamato-e pour créer des œuvres dont la finition mate ressemble à de l'aquarelle, où les coups de pinceau ne sont pas apparents et où la ligne, créée à l'aide d'encre sumi, est accentuée. Nihonga a été considéré comme une forme d'art spontanée, révélant l'esprit de l'artiste à un moment donné, plutôt que de créer une image réaliste.
Okakura Kakuzō, un brillant étudiant qui devint l'assistant puis le collaborateur de Fenollosa, devint l'un des principaux théoriciens du Nihonga. Les deux hommes ont tous deux travaillé pour créer des opportunités pour les artistes du Nihonga, tout d'abord en créant la Kangakai, ou société d'appréciation de la peinture, puis en lançant le Tokyo Art Institute en 1889.
La peinture nihonga n'utilise que les matériaux traditionnels de la peinture japonaise. L'image est d'abord esquissée sur du papier ou de la soie, puis surlignée à l'encre noire sumi, réalisée en mélangeant du nikawa, une gélatine d'origine animale ou de la colle, avec du noir de fumée. La craie (kofun) est alors utilisé pour couvrir la surface et ensuite appliquer la couleur de fond. Une fois le fond séché, on apporte les autres couleurs. Les artistes utilisent des brosses traditionnelles variées, en poils d'animaux. Tous les matériaux ont été sélectionnés ou traités avec le plus grand soin. Par exemple, le papier était fabriqué à partir de différentes espèces d’arbres pour obtenir une surface particulière, et la soie utilisée était différente de celle utilisée pour les vêtements.
Les pigments hydrosolubles provenaient de différentes sources, principalement des minéraux broyés avec différentes finesses afin de créer des intensités de couleur variables, mais aussi des matières végétales et parfois de la terre ou de l'argile brutes. La couleur blanche (Gofun) a été fabriquée à partir de coquillages pulvérisés, en particulier de coquilles d'huîtres. Certains artistes et écoles n'utilisent qu'un type particulier de coquille dont la connaissance est un secret bien gardé. Quelle que soit la source du pigment, le nikawa était utilisé comme liant et l’encre sumi pouvait aussi être du saikobu, ou colorée, en ajoutant des pigments.
Contrairement à son ami Hishida, il connait une longue carrière fructueuse. Il reçoit la médaille de la culture et il est promu membre de l'Académie des Arts de la maison impériale ainsi que de l'Académie des Beaux-Arts.
Une rétrospective posthume des œuvres de Yokoyama Taikan, ancien sociétaire de la Société nationale des beaux-arts, a eu lieu  en 1977.
En 2018, une exposition est organisée au Musée d'art Yamatane au Japon autour de l'univers du peintre nihonga Yokoyama Taikan. L'exposition a présenté quarante et une oeuvres nihonga de l'artiste. Les visiteurs ont pu découvrir à travers les œuvres le Japon au fil des saisons. Yokoyama Taikan était ami avec le fondateur de ce musée Yamazaki Taneji. Grâce à cette amitié, Yamazaki Taneji s'est composé une collection des œuvres de Yokoyama Taikan. Cette exposition permet aux visiteurs de découvrir l'entièreté de la collection de Taneji.  

## Style et tradition
Durant sa collaboration avec Okura, il développe un art imprégné de spiritualisme, travaillant principalement à l'encre. Il appartient durablement au courant « Nihonga », une certaine modernisation dans le respect de la tradition nationale, et son enseignement agit ainsi toujours dans ce sens.